# Charly Kracker
Karl “Charly” Friedrich Ernst Kracker (auch Charlie Kracker; * 14. April 1905 in Altona; † 29. November 1944 in Berlin) war ein deutscher Schauspieler bei Bühne und Film.

## Leben und Wirken
Karl Kracker (Bühnenname) begann Mitte der 1920er Jahre seine Theatertätigkeit, die ihn, unterbrochen von häufiger Beschäftigungslosigkeit, unter anderem an die Hamburger Kammerspiele und an Berlins Rose-Theater führte. Während des Zweiten Weltkriegs stand er in Diensten von mehreren Gastspieldirektionen, die zur Unterhaltung deutscher Truppen dienten. 
Als Charly Kracker war der Künstler seit 1932 auch eine vielbeschäftigte Charge im deutschen Tonfilm. Kracker spielte mal einen Künstler und dann wieder einen Schornsteinfeger, mal einen Dieb und dann wieder einen Bordfunker, mal einen Matrosen und dann wieder einen Hotelangestellten. Zuletzt diente er als Kraftfahrer in der Wehrmacht und starb bei einem Unfall Ende November 1944.
Von 1942 bis zu seinem Tod war Kracker mit Jenny Leyde verheiratet.

## Filmografie
- 1932: Strich durch die Rechnung
- 1932: Das Meer ruft
- 1933: Kleines Mädel – großes Glück
- 1933: Wenn ich König wär’
- 1934: Der Polizeibericht meldet
- 1934: Strups (Kurzfilm)
- 1935: Die törichte Jungfrau
- 1936: Engel mit kleinen Fehlern
- 1936: Moskau – Shanghai
- 1936: Das Hermännchen
- 1936: Ritt in die Freiheit
- 1936: Die Unbekannte
- 1937: Man spricht über Jacqueline
- 1937: Urlaub auf Ehrenwort
- 1937: Die Umwege des schönen Karl
- 1938: Schüsse in Kabine 7
- 1938: Fracht von Baltimore
- 1938: Eine Nacht im Mai
- 1938: Ziel in den Wolken
- 1939: Drunter und drüber
- 1939: Die fremde Frau
- 1939: Das Lied der Wüste
- 1939: Stern von Rio
- 1940: Frau nach Maß
- 1943: Ein schöner Tag